# 木里冠唇花
木里冠唇花（学名：Microtoena muliensis）为唇形科冠唇花属下的一个种。

## 扩展阅读
- 維基物種上的相關：木里冠唇花